# Life Is Cool
A Life Is Cool a Sweetbox egyetlen kislemeze az Adagio albumról. A dal szerepel a 13 Chapters című, csak Európában megjelent albumon is, melyen az Adagio és az After the Lights (2005) album egyes számai hallhatóak. A japán slágerlistán a 45. helyen szerepelt.
A dal egy koncertfelvétele megtalálható a Live című albumon, egy remixe, a Kerosin Remix a Best of 12" Collection remixalbumon, egy másik remixe hallható a Sweet Reggae Remix albumon, demóváltozata pedig a Raw Treasures Vol#1-en.
A dal részletet használ fel Johann Pachelbel D-dúr kánonjából.

## Számlista
CD kislemez (Európa)
1. Life Is Cool – 3:01
2. Hate without Frontiers – 3:23
3. Sweetbox Reel (video)

12" maxi kislemez (Japán)
1. Life Is Cool
2. Life Is Cool (Instrumental)
3. Somewhere